# Екидын
Екидын (Екидин; каз. Екідің, «два дына») — ритуальное сооружение, памятник архитектуры Казахстана VIII—IX вв. Находится в Костанайской области к северо-востоку от села Екидин, которое административно подчинено акимату (администрации) города Аркалыка. В 1982 году Екидын был включен в список памятников истории и культуры Казахской ССР республиканского значения и взят под охрану государства.
Юртообразные сооружения-дыны построены из природного камня-плитняка Размеры в плане: диаметр 5 м, общая высота 3,7 м.. Дын I расположен на возвышенности.
Екидын является архитектурной доминантой, представляет научный интерес как сооружение домусульманского периода в Северном Казахстане. Исследован научной экспедицией академика А. Х. Маргулана (1959). 
По легенде, в данной местности происходило сражение между враждующими родами, и их предводители построили 2 ставки недалеко друг от друга.